# Сельские территории Кемеровской области
Сельские территории Кемеровской области — административно-территориальные единицы Кемеровской области, образованные в конце 2007 года в границах соответствующих сельских поселений.

## Описание
Согласно Закону об административно-территориальном устройстве, сельские территории — административно-территориальные единицы, входящие в состав административного района, состоящие из одного или нескольких территориально и экономически объединённых сельских населённых пунктов вместе с прилегающими к ним землями, необходимыми для развития и обслуживания данных населённых пунктов, и имеющие единый административный центр.
До 2019 года сельские территории количественно и в границах совпадали с соответствующими сельскими поселениями согласно ч. 2. ст. 7.1. Закона об АТУ. В частности, сельские территории не были образованы в Междуреченском районе, который на уровне организации местного самоуправления совместно с городом областного подчинения Междуреченском составил Междуреченский городской округ.
В 2013 году ряд сельских поселений Беловского и Новокузнецкого муниципальных районов был упразднён в результате объединения, соответствующие сельские территории также были упразднены.
С 2019 года началось преобразование муниципальных районов Кемеровской области в муниципальные округа, на 2021 год остаётся 2 муниципальных района: Новокузнецкий и Таштагольский. Сельские территории, соответствующим упразднённым сельским поселениям, не упразднены.

## История
Сельские территории были образованы в конце 2007 года в составе всех районов, за исключением Междуреченского, и заменили собой сельсоветы в рамках административно-территориальной реформы, последовавшей за реформой местного самоуправления.

## Список сельских территорий
Общее число сельских территорий — 154.
Обозначения:
СП — сельское поселение;
МР — муниципальный район;
МО — муниципальный округ.
| №   | Сельская территория | Район             | Соответствие на уровне муниципального устройства |
| --- | ------------------- | ----------------- | ------------------------------------------------ |
| 1   | Акациевская         | Яшкинский         | Яшкинский МО                                     |
| 2   | Акимо-Анненская     | Тяжинский         | Тяжинский МО                                     |
| 3   | Алчедатская         | Чебулинский       | Чебулинский МО                                   |
| 4   | Арлюкская           | Юргинский         | Юргинский МО                                     |
| 5   | Арсентьевская       | Кемеровский       | Кемеровский МО                                   |
| 6   | Банновская          | Крапивинский      | Крапивинский МО                                  |
| 7   | Барачатская         | Крапивинский      | Крапивинский МО                                  |
| 8   | Безлесная           | Яйский            | Яйский МО                                        |
| 9   | Бекетская           | Яйский            | Яйский МО                                        |
| 10  | Бековская           | Беловский         | Беловский МО                                     |
| 11  | Белогородская       | Мариинский        | Мариинский МО                                    |
| 12  | Береговая           | Кемеровский       | Кемеровский МО                                   |
| 13  | Берёзовская         | Кемеровский       | Кемеровский МО                                   |
| 14  | Берикульская        | Тисульский        | Тисульский МО                                    |
| 15  | Благовещенская      | Мариинский        | Мариинский МО                                    |
| 16  | Большеантибесская   | Мариинский        | Мариинский МО                                    |
| 17  | Большебарандатская  | Тисульский        | Тисульский МО                                    |
| 18  | Большеталдинская    | Прокопьевский     | Прокопьевский МО                                 |
| 19  | Борисовская         | Крапивинский      | Крапивинский МО                                  |
| 20  | Бурлаковская        | Прокопьевский     | Прокопьевский МО                                 |
| 21  | Вагановская         | Промышленновский  | Промышленновский МО                              |
| 22  | Верх-Падунская      | Топкинский        | Топкинский МО                                    |
| 23  | Вознесенская        | Яйский            | Яйский МО                                        |
| 24  | Горняцкая           | Ленинск-Кузнецкий | Ленинск-Кузнецкий МО                             |
| 25  | Горскинская         | Гурьевский        | Гурьевский МО                                    |
| 26  | Дачно-Троицкая      | Яйский            | Яйский МО                                        |
| 27  | Демьяновская        | Ленинск-Кузнецкий | Ленинск-Кузнецкий МО                             |
| 28  | Драченинская        | Ленинск-Кузнецкий | Ленинск-Кузнецкий МО                             |
| 29  | Дубровская          | Яшкинский         | Яшкинский МО                                     |
| 30  | Евтинская           | Беловский         | Беловский МО                                     |
| 31  | Елыкаевская         | Кемеровский       | Кемеровский МО                                   |
| 32  | Загорская           | Новокузнецкий     | Загорское СП Новокузнецкого МР                   |
| 33  | Зарубинская         | Топкинский        | Топкинский МО                                    |
| 34  | Звёздная            | Кемеровский       | Кемеровский МО                                   |
| 35  | Зеледеевская        | Юргинский         | Юргинский МО                                     |
| 36  | Зеленовская         | Крапивинский      | Крапивинский МО                                  |
| 37  | Ивановская          | Чебулинский       | Чебулинский МО                                   |
| 38  | Кайлинская          | Яйский            | Яйский МО                                        |
| 39  | Каларская           | Таштагольский     | Каларское СП Таштагольского МР                   |
| 40  | Калачёвская         | Прокопьевский     | Прокопьевский МО                                 |
| 41  | Калининская         | Мариинский        | Мариинский МО                                    |
| 42  | Калинкинская        | Промышленновский  | Промышленновский МО                              |
| 43  | Каменно-Ключевская  | Прокопьевский     | Прокопьевский МО                                 |
| 44  | Каменская           | Крапивинский      | Крапивинский МО                                  |
| 45  | Кийская             | Мариинский        | Мариинский МО                                    |
| 46  | Китатская           | Яйский            | Яйский МО                                        |
| 47  | Колмогоровская      | Яшкинский         | Яшкинский МО                                     |
| 48  | Колыонская          | Ижморский         | Ижморский МО                                     |
| 49  | Коуринская          | Таштагольский     | Коуринское СП Таштагольского МР                  |
| 50  | Крапивинская        | Крапивинский      | Крапивинский МО                                  |
| 51  | Краснинская         | Ленинск-Кузнецкий | Ленинск-Кузнецкий МО                             |
| 52  | Красноорловская     | Мариинский        | Мариинский МО                                    |
| 53  | Красноярская        | Ижморский         | Ижморский МО                                     |
| 54  | Красулинская        | Новокузнецкий     | Красулинское СП Новокузнецкого МР                |
| 55  | Кубитетская         | Тяжинский         | Тяжинский МО                                     |
| 56  | Кузбасская          | Прокопьевский     | Прокопьевский МО                                 |
| 57  | Кузедеевская        | Новокузнецкий     | Кузедеевское СП Новокузнецкого МР                |
| 58  | Куликовская         | Тисульский        | Тисульский МО                                    |
| 59  | Кызыл-Шорская       | Таштагольский     | Кызыл-Шорское СП Таштагольского МР               |
| 60  | Лебедевская         | Промышленновский  | Промышленновский МО                              |
| 61  | Лебяжье-Асановская  | Юргинский         | Юргинский МО                                     |
| 62  | Лебяжья             | Мариинский        | Мариинский МО                                    |
| 63  | Ленинская           | Яшкинский         | Яшкинский МО                                     |
| 64  | Листвянская         | Тисульский        | Тисульский МО                                    |
| 65  | Листвянская         | Тяжинский         | Тяжинский МО                                     |
| 66  | Литвиновская        | Яшкинский         | Яшкинский МО                                     |
| 67  | Лукошкинская        | Топкинский        | Топкинский МО                                    |
| 68  | Малопесчанская      | Мариинский        | Мариинский МО                                    |
| 69  | Малосалаирская      | Гурьевский        | Гурьевский МО                                    |
| 70  | Мальцевская         | Юргинский         | Юргинский МО                                     |
| 71  | Марьевская          | Яйский            | Яйский МО                                        |
| 72  | Мельковская         | Крапивинский      | Крапивинский МО                                  |
| 73  | Менчерепская        | Беловский         | Беловский МО                                     |
| 74  | Михайловская        | Прокопьевский     | Прокопьевский МО                                 |
| 75  | Моховская           | Беловский         | Беловский МО                                     |
| 76  | Николаевская        | Мариинский        | Мариинский МО                                    |
| 77  | Новобачатская       | Беловский         | Беловский МО                                     |
| 78  | Нововосточная       | Тяжинский         | Тяжинский МО                                     |
| 79  | Новопестерёвская    | Гурьевский        | Гурьевский МО                                    |
| 80  | Новоподзорновская   | Тяжинский         | Тяжинский МО                                     |
| 81  | Новопокровская      | Тяжинский         | Тяжинский МО                                     |
| 82  | Новоромановская     | Юргинский         | Юргинский МО                                     |
| 83  | Окуневская          | Промышленновский  | Промышленновский МО                              |
| 84  | Осиногривская       | Топкинский        | Топкинский МО                                    |
| 85  | Падунская           | Промышленновский  | Промышленновский МО                              |
| 86  | Пачинская           | Яшкинский         | Яшкинский МО                                     |
| 87  | Пашковская          | Яшкинский         | Яшкинский МО                                     |
| 88  | Первомайская        | Мариинский        | Мариинский МО                                    |
| 89  | Пермяковская        | Беловский         | Беловский МО                                     |
| 90  | Плотниковская       | Промышленновский  | Промышленновский МО                              |
| 91  | Подгорновская       | Ленинск-Кузнецкий | Ленинск-Кузнецкий МО                             |
| 92  | Поломошинская       | Яшкинский         | Яшкинский МО                                     |
| 93  | Полуторниковская    | Тисульский        | Тисульский МО                                    |
| 94  | Попереченская       | Юргинский         | Юргинский МО                                     |
| 95  | Постниковская       | Ижморский         | Ижморский МО                                     |
| 96  | Преображенская      | Тяжинский         | Тяжинский МО                                     |
| 97  | Проскоковская       | Юргинский         | Юргинский МО                                     |
| 98  | Пушкинская          | Промышленновский  | Промышленновский МО                              |
| 99  | Раздольная          | Гурьевский        | Гурьевский МО                                    |
| 100 | Сафоновская         | Прокопьевский     | Прокопьевский МО                                 |
| 101 | Святославская       | Ижморский         | Ижморский МО                                     |
| 102 | Серебряковская      | Тисульский        | Тисульский МО                                    |
| 103 | Симбирская          | Ижморский         | Ижморский МО                                     |
| 104 | Соломинская         | Топкинский        | Топкинский МО                                    |
| 105 | Сосновская          | Новокузнецкий     | Сосновское СП Новокузнецкого МР                  |
| 106 | Сосновская          | Гурьевский        | Гурьевский МО                                    |
| 107 | Старобачатская      | Беловский         | Беловский МО                                     |
| 108 | Старопестерёвская   | Беловский         | Беловский МО                                     |
| 109 | Ступишинская        | Тяжинский         | Тяжинский МО                                     |
| 110 | Судженская          | Яйский            | Яйский МО                                        |
| 111 | Сусловская          | Мариинский        | Мариинский МО                                    |
| 112 | Суховская           | Кемеровский       | Кемеровский МО                                   |
| 113 | Таёжно-Михайловская | Мариинский        | Мариинский МО                                    |
| 114 | Таловская           | Яшкинский         | Яшкинский МО                                     |
| 115 | Тальская            | Юргинский         | Юргинский МО                                     |
| 116 | Тамбарская          | Тисульский        | Тисульский МО                                    |
| 117 | Тарабаринская       | Промышленновский  | Промышленновский МО                              |
| 118 | Тарадановская       | Крапивинский      | Крапивинский МО                                  |
| 119 | Тарасовская         | Промышленновский  | Промышленновский МО                              |
| 120 | Терентьевская       | Прокопьевский     | Прокопьевский МО                                 |
| 121 | Терсинская          | Новокузнецкий     | Терсинское СП Новокузнецкого МР                  |
| 122 | Тисульская          | Тяжинский         | Тяжинский МО                                     |
| 123 | Титовская           | Промышленновский  | Промышленновский МО                              |
| 124 | Топкинская          | Топкинский        | Топкинский МО                                    |
| 125 | Третьяковская       | Тисульский        | Тисульский МР                                    |
| 126 | Троицкая            | Ижморский         | Ижморский МО                                     |
| 127 | Трудармейская       | Прокопьевский     | Прокопьевский МО                                 |
| 128 | Улановская          | Яйский            | Яйский МО                                        |
| 129 | Ур-Бедаревская      | Гурьевский        | Гурьевский МО                                    |
| 130 | Урская              | Гурьевский        | Гурьевский МО                                    |
| 131 | Усманская           | Чебулинский       | Чебулинский МО                                   |
| 132 | Усть-Кабырзинская   | Таштагольский     | Усть-Кабырзинское СП Таштагольского МР           |
| 133 | Усть-Сертинская     | Чебулинский       | Чебулинский МО                                   |
| 134 | Усть-Сосновская     | Топкинский        | Топкинский МО                                    |
| 135 | Усть-Чебулинская    | Чебулинский       | Чебулинский МО                                   |
| 136 | Утинская            | Тисульский        | Тисульский МО                                    |
| 137 | Хорошеборская       | Топкинский        | Топкинский МО                                    |
| 138 | Центральная         | Новокузнецкий     | Центральное СП Новокузнецкого МР                 |
| 139 | Центральская        | Тисульский        | Тисульский МО                                    |
| 140 | Черемичкинская      | Топкинский        | Топкинский МО                                    |
| 141 | Чкаловская          | Ленинск-Кузнецкий | Ленинск-Кузнецкий МО                             |
| 142 | Чулымская           | Тяжинский         | Тяжинский МО                                     |
| 143 | Чумайская           | Чебулинский       | Чебулинский МО                                   |
| 144 | Чусовитинская       | Ленинск-Кузнецкий | Ленинск-Кузнецкий МО                             |
| 145 | Шабановская         | Ленинск-Кузнецкий | Ленинск-Кузнецкий МО                             |
| 146 | Шахтёрская          | Яшкинский         | Яшкинский МО                                     |
| 147 | Шевелёвская         | Крапивинский      | Крапивинский МО                                  |
| 148 | Шишинская           | Топкинский        | Топкинский МО                                    |
| 149 | Щегловская          | Кемеровский       | Кемеровский МО                                   |
| 150 | Юргинская           | Юргинский         | Юргинский МО                                     |
| 151 | Юрьевская           | Топкинский        | Топкинский МО                                    |
| 152 | Ягуновская          | Кемеровский       | Кемеровский МО                                   |
| 153 | Ясногорская         | Кемеровский       | Кемеровский МО                                   |
| 154 | Яснополянская       | Прокопьевский     | Прокопьевский МО                                 |

### Упразднённые сельские территории
В 2013 году некоторые сельские поселения были упразднены в результате объединения с другими сельскими поселениями. Соответствующие сельские территории были также объединены.
| №  | Сельская территория | Район         | Соответствие на уровне муниципального устройства | Комментарий                                                                     |
| -- | ------------------- | ------------- | ------------------------------------------------ | ------------------------------------------------------------------------------- |
| 1  | Атамановская        | Новокузнецкий | Атамановское СП Новокузнецкого МР                | Атамановское, Безруковское, Еланское и Орловское СП объединены в Центральное СП |
| 2  | Безруковская        | Новокузнецкий | Безруковское СП Новокузнецкого МР                | Атамановское, Безруковское, Еланское и Орловское СП объединены в Центральное СП |
| 3  | Бунгурская          | Новокузнецкий | Бунгурское СП Новокузнецкого МР                  | Бунгурское и Костёнковское СП объединены в Загорское СП                         |
| 4  | Вишнёвская          | Беловский     | Вишнёвское СП Беловского МР                      | Вишнёвское СП объединено с Евтинским СП                                         |
| 5  | Еланская            | Новокузнецкий | Еланское СП Новокузнецкого МР                    | Атамановское, Безруковское, Еланское и Орловское СП объединены в Центральное СП |
| 6  | Ильинская           | Новокузнецкий | Ильинское СП Новокузнецкого МР                   | Ильинское и Металлургское СП объединены с Красулинским СП                       |
| 7  | Инюшинская          | Беловский     | Инюшинское СП Беловского МР                      | Инюшинское СП объединено со Старопестерёвским СП                                |
| 8  | Коневская           | Беловский     | Моховское СП Беловского МР                       | Коневское СП объединено с Моховским СП                                          |
| 9  | Костёнковская       | Новокузнецкий | Костёнковское СП Новокузнецкого МР               | Бунгурское и Костёнковское СП объединены в Загорское СП                         |
| 10 | Куртуковская        | Новокузнецкий | Куртуковское СП Новокузнецкого МР                | Куртуковское СП объединено с Сосновским СП                                      |
| 11 | Металлургская       | Новокузнецкий | Металлургское СП Новокузнецкого МР               | Ильинское и Металлургское СП объединены с Красулинским СП                       |
| 12 | Орловская           | Новокузнецкий | Орловское СП Новокузнецкого МР                   | Атамановское, Безруковское, Еланское и Орловское СП объединены в Центральное СП |
| 13 | Сары-Чумышская      | Новокузнецкий | Сары-Чумышское СП Новокузнецкого МР              | Сары-Чумышское СП объединено с Кузедеевским СП                                  |
| 14 | Сидоровская         | Новокузнецкий | Сидоровское СП Новокузнецкого МР                 | Сидоровское и Чистогорское СП объединены с Терсинским СП                        |
| 15 | Чистогорская        | Новокузнецкий | Чистогорское СП Новокузнецкого МР                | Сидоровское и Чистогорское СП объединены с Терсинским СП                        |